# Molzhain
Molzhain là một đô thị thuộc huyện Altenkirchen, trong bang Rheinland-Pfalz, phía tây nước Đức. Đô thị Molzhain có diện tích 2,91 km², dân số thời điểm ngày 31 tháng 12 năm 2006 là 571 người.